# BMD-2
Il BMD-2 (in cirillico: БМД-2), anche noto con la sua denominazione di progetto Oggetto 916, è un veicolo corazzato da combattimento della fanteria aviotrasportato di fabbricazione sovietica, sviluppato e prodotto dall'Industria di Trattori di Volgograd a partire dal BMD-1 e di cui avrebbe dovuto prendere il posto nei ranghi dell'Armata rossa a partire dal 1985.
Progettato per fornire supporto di fuoco alle truppe aviotrasportate impiegate in combattimento, è lanciabile da numerosi aerei da trasporto di epoca sovietica come gli An-12, An-22 ed Il-76e ricevette il battesimo del fuoco nel corso della guerra in Afghanistan (1979-1989). Tuttavia, a causa del declino dell'economia sovietica, sul finire degli anni ottanta, la produzione del mezzo venne sospesa anzitempo.
Nel 2017, è stata proposta al Ministero della difesa russo una versione aggiornata denominata BMD-2M, comprensiva di: sistemi digitalizzati, missili anticarro Kornet e lanciagranate da 30 mm; nello stesso anno è stato siglato un contratto di fornitura.
Secondo quanto riportato nell'accordo, entro il 2025 saranno aggiornati a questo standard 540 BMD-2 attualmente in servizio presso le forze armate russe.

## Storia
La necessità di un mezzo corazzato leggero in grado di fronteggiare fanteria, veicoli e posizioni fortificate in battaglie condotte su pendici montagnose, emerse nel corso della guerra sovietico-afghana quando ci si accorso della scarsa efficacia dei corazzati BMP-1 e BMD-1, limitati da una potenza di fuoco sproporzionata rispetto alla minaccia da fronteggiare ed uno scarso angolo di elevazione del cannone principale. Venne pertanto sviluppato il BMD-2, che prese servizio nel 1985.
Nella seconda metà degli anni 2010, a causa delle crescenti tensioni tra forze NATO e Federazione Russa in merito al mantenimento dello status quo dei confini più occidentali della Federazione, il Ministero della difesa russo ha rivalutato il ruolo delle diverse centinaia di BMD-2 in servizio presso le forze armate del paese euro-asiatico. La chance di ammodernare il modulo da combattimento originale del mezzo, possibile attraverso l'installazione di una nuova torretta (denominata Bereg), era stata vista come l'opportunità per l'esercito russo di riqualificare centinaia di mezzi obsoleti ad un costo irrisorio se confrontato con quelli sostenuti per la produzione di nuovi mezzi corazzati in numeri sensibilmente inferiori.
La nuova versione, denominata BMD-2, si ritiene debba essere accettata in servizio attivo entro il 2021, mentre la produzione proseguirà fino al completamento dell'ordine di ammodernamento di 540 esemplari, stimato per il 2025.

## Caratteristiche

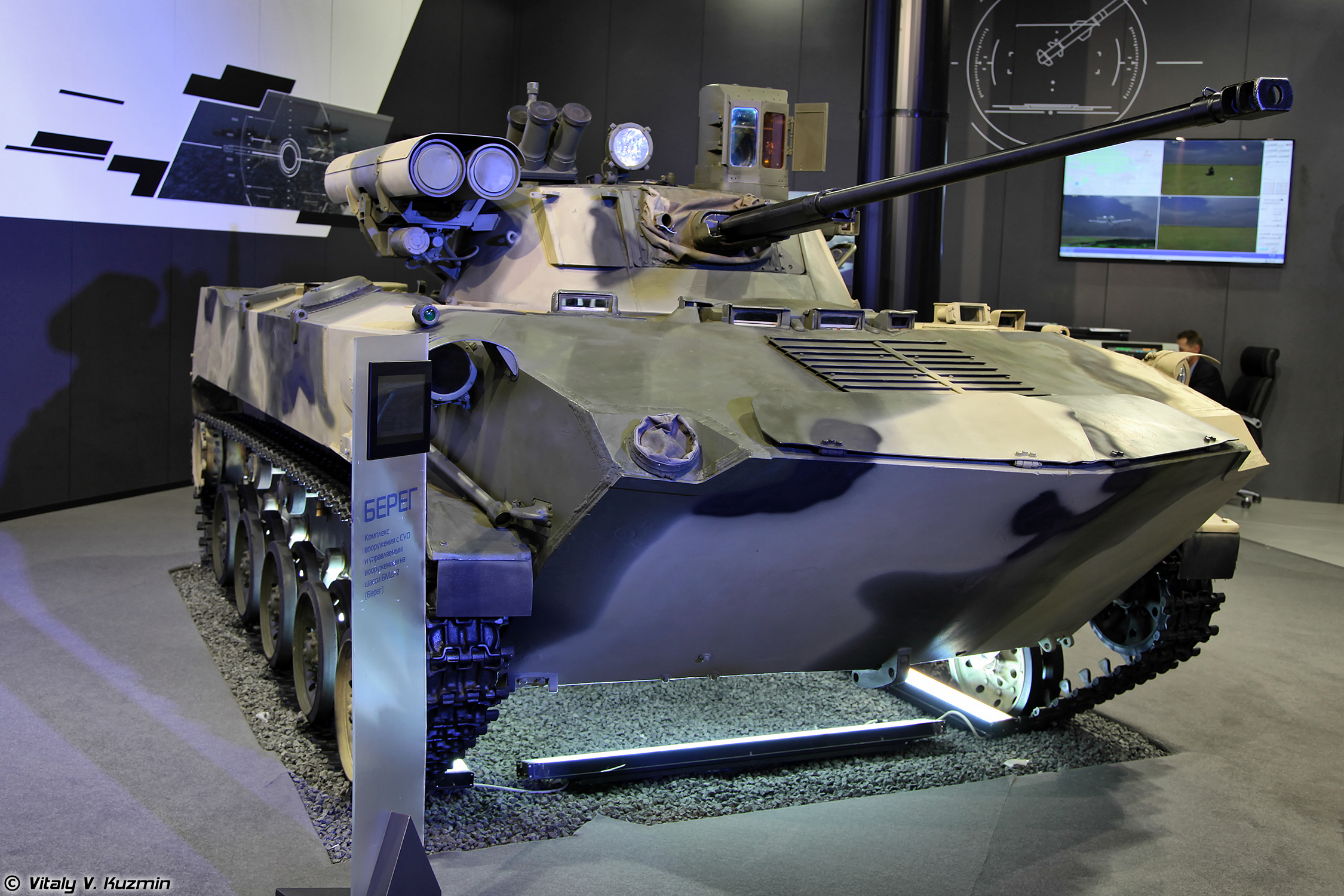
Un BMD-2M equipaggiato di torretta Bereg. Si noti il dispotivo di mira multicanale e i 2 container sigillati dei missili Kornet.

I limiti principali del BMD-1, oltre che nella protezione, risiedevano, in particolare, nelle prestazioni del cannone da 73mm e nel fatto che l'unico servente doveva occuparsi anche della gestione dei missili controcarro AT-3 Sagger. Per questo venne deciso di realizzare una nuova torretta con il cannoncino 2A42 da 30mm, accoppiato a una mitragliatrice PKT da 7,62 × 39 mm, con sistema di stabilizzazione elettromeccanico 2E36-3.
I missili AT-3 sono stati sostituiti da vari missili, cioè i 9M113 "Konkurs" (AT-5 Spandrel), 9M113M "Konkurs-M" (AT-5B Spandrel B), 9M111 "Fagot" (AT-4 Spigot) and 9M111-2 "Fagot" (AT-4B Spigot B), dalle prestazioni incrementate e dalla migliore semplicità di puntamento.
L'equipaggio è composto da tre militari e altri quattro fanti trovano posto a bordo.
La sistemazione anteriore è la stessa del predecessore, con due fanti al fianco del pilota e la torretta monoposto, mentre tre uomini sono sistemati nel comparto scoperto. A prua vi è solo una mitragliatrice invece di due. Il peso complessivo è di 8.225 kg e il propulsore è di 176Kw, consentendo una velocità massima su strada di 60 km/h e di 10 km/h in acqua, con un'autonomia di 400-500 km.
Il sistema di sospensione è sempre idropneumatico, con altezza dal suolo che varia da un minimo di 100mm fino a 450mm.

## Impiego
Impiegato nel corso della guerra sovietico-afghana, fu successivamente utilizzato dalle unità aviotrasportate russe della SFOR. Ha preso parte con il 234 ° reggimento d'assalto aviotrasportato russo alla guerra russo-georgiana del 2008. Sono stati registrati avvistamenti anche in occasione del conflitto nel Donbass.

## Versioni
- BMD-2: versione base
- BMD-2K: versione posto comando
- BMD-2M: versione presentata nel 2017 ed equipaggiata del modulo Bereg, comprensivo di lanciagranate fumogene, 2 tubi per missili Kornet e nuovi mirini multicanale.

## Utilizzatori

### Attuali
- Russia - nel 2013, circa 849 BMD-2 in servizio attivo.
- Ucraina  - 63 nel 1995

### Passati
- Unione Sovietica